# Distretto di Pashtun Zarghun
Il distretto di Pashtun Zarghun (in precedenza noto come Posht-e Zirghān o Posht-e Zirghūn) è un distretto nella provincia di Herat, in Afghanistan. Si trova nella valle dell'Hari Rud. Il centro amministrativo è Pashtun Zarghun.

## Geografia fisica
Il distretto di Pashtun Zarghun confina a nord con il distretto di Karukh, a est con il distretto di Obe, a sud con il distretto di Adraskan e a ovest con il distretto di Guzara.
Nel distretto, avente una superficie di 63 km2, si trovano 172 villaggi.

## Popolazione
La popolazione venne stimata nel 2008 in 90.817 abitanti.

## Educazione
Nel 2008 vennero contate 20 scuole elementari e 4 licei.